# Kasim Bajrović
Kasim Bajrović (Tutin, 15. srpnja 1965.), redoviti je profesor i znanstveni savjetnik Sveučilišta u Sarajevu.

## Životopis
Odsjek za biologiju Prirodno-matematičkog fakulteta Sveučilišta u Sarajevu upisao je 1985. a diplomirao je (pod mentorstvom prof. dr. Avde Sofradžije) 1990. s diplomskim radom pod nazivom: 
- Eksperimentalno proučavanje genotoksičnih efekata dva hormonska preparata klomifen-a i pregnyl-a u ćelijama korijena luka.

Postdiplomski studij je upisao 1990., na Prirodoslovno-matematičkom fakultetu Sveučilišta u Zagrebu, a magistarski rad pod naslovom: 
- Djelovanje 1-(6-purinil)-2,5-dimetilpirola na rastenje kultura duhana i ukrasne koprive (mentor: prof. dr. Jasna Vorkapić Furač) odbranio je 1993.

Doktorski studiji upisao je 1994. na Fakultetu prirodnih znanosti Sveučilišta u Istanbulu, a doktorsku disertaciju pod naslovom: 
- Uspostavljanje kulture biljnoga tkiva i transformacija topole (Populus tremula) sa genima uključenim u biosintezi lignina
 (pod mentorstvom prof. dr. Nermin Gözukirmizi) odbranio je 1997.

Od 1990. zaposlen je u Institutu za genetičko inženjerstvo i biotehnologiju Sveučilišta u Sarajevu kao asistent pripravnik (1990. – 1992.), istraživač suradnik (1992. – 1997.), znanstveni suradnik (1998. – 2000.), viši znanstveni suradnik (2002. – 2006.) i znanstveni savjetnik (2006. – ). Od 2002. do 2015., u tri mandata, bio je na položaju direktora Instituta.
Stekao je i sva znanstveno-nastavna zvanja na Prirodno-matematičkom fakultetu Sveučilišta u Sarajevu: docent (1999.), izvanredni profesor (2005.) i redoviti profesor (2009.) iz područja Genetičko inženjerstvo i biotehnologija. 
Do 2015., profesor Bajrović publicirao je više od 100 znanstvenih radova (od kojih je većina objavljena u CC bazama podataka. Pokraj toga, autor je ili suautor ukupno 11 knjiga, udžbenika i priručnika.
Tečno govori engleski, turski i ruski jezik.

## Također pogledajte
- Institut za genetičko inženjerstvo i biotehnologiju Sveučilišta u Sarajevu